# 1. Streichquintett (Brahms)

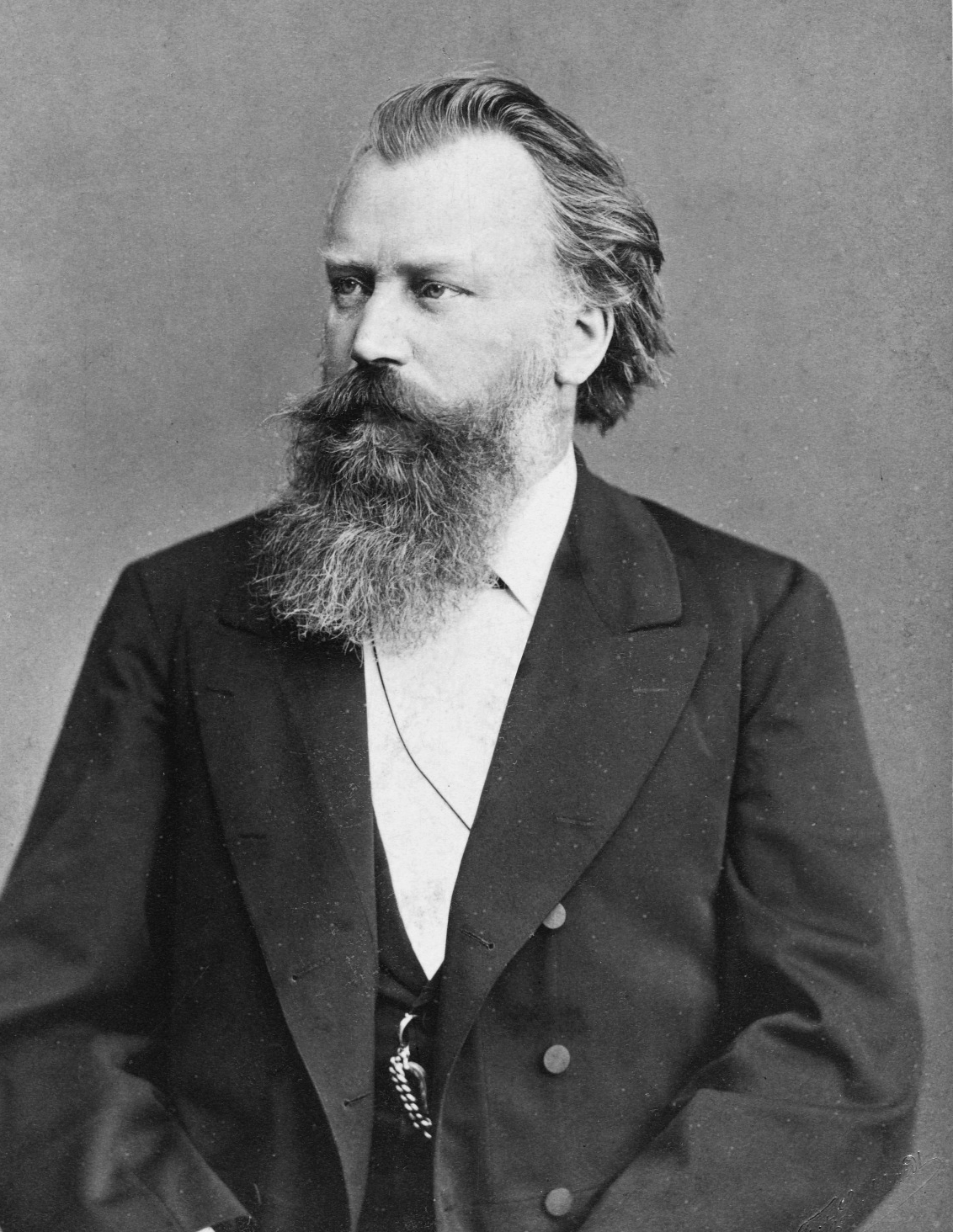
Johannes Brahms um 1885

Das 1. Streichquintett F-Dur op. 88 von Johannes Brahms (1833–1897) entstand im Frühjahr 1882 in Bad Ischl und wurde im Dezember desselben Jahres uraufgeführt.

## Entstehung, Uraufführung und Druck
Johannes Brahms hatte sich bereits Anfang der 1860er-Jahre mit der Gattung Streichquintett befasst und für eine Besetzung mit zwei Violoncelli entschieden. Allerdings befriedigte ihn das Ergebnis nicht; den nicht erhaltenen Entwurf arbeitete er später zu seiner Sonate f-Moll für zwei Klaviere op. 34b und dem Klavierquintett f-Moll op. 34a um. 
In einer neuerlichen Auseinandersetzung mit dieser Kammermusikgattung etwa 20 Jahre später wählte Brahms hingegen das bereits von Mozart bevorzugte Besetzungsmodell mit zwei Bratschen. Während eines Aufenthalts in Bad Ischl 1882 – das Manuskript vermerkt hinter beiden Ecksätzen explizit „im Frühling 1882“ – entstand sein 1. Streichquintett F-Dur, das die Opuszahl 88 erhielt. Im Laufe dieses Ischl-Aufenthalts vollendete er noch zwei weitere Werke: Das 2. Klaviertrio C-Dur op. 87 und den Gesang der Parzen op. 89.
Im Oktober 1882 spielte Brahms das Quintett gemeinsam mit dem Hellmesberger-Quartett bei dem befreundeten Mediziner Theodor Billroth. Die öffentliche Uraufführung fand am 29. Dezember 1882 in Frankfurt a. M. statt, gespielt von der Heermann-Müller-Vereinigung. Der Erstdruck erschien 1883 im von Fritz Simrock geleiteten Berliner Verlag N. Simrock. Das Autograph des Werkes befindet sich seit 1971 im Eigentum der Brahms-Gesellschaft Baden-Baden, die ein Faksimile publizierte. Das Autograph des Arrangements für Klavier zu vier Händen befindet sich im Brahms-Archiv der Staats- und Universitätsbibliothek Hamburg.

## Charakterisierung
Das überwiegend von heiter-gelöster Stimmung geprägte 1. Streichquintett F-Dur op. 88 von Johannes Brahms ist dreisätzig, die Spieldauer beträgt ungefähr 26 Minuten.
I. Allegro non troppo ma con brio
Aus einem von der 1. Violine intonierten, volksliedhaft-schlicht wirkenden Thema entwickeln sich bald weitere Gedanken, so ein Motiv im punktierten Rhythmus, das auch in der Durchführung genutzt wird. Das durch Viertel-Triolen gekennzeichnete Seitenthema wird von der 1. Bratsche präsentiert.
II. Grave ed appassionato — Allegretto vivace — Tempo I — Presto — Tempo I
Der zweite Satz ist fünfteilig (A B A’ B’ A’’) und stellt die Verschränkung eines langsamen Satzes mit einem Scherzo dar. Im schwermütigen Anfangsteil nutzt Brahms thematisches Material einer um 1855 entstandenen Sarabande für Klavier, ebenso im Mittel- und Schlussteil. Auch die beiden raschen, heiteren Teile 2 und 4 greifen auf ein schon um 1855 komponiertes Klavierstück, diesmal eine Gavotte in A-Dur, zurück.  
III. Allegro energico — Presto
Hier verbindet der Komponist die Sonatensatzform mit kontrapunktisch ausgefeilter Fugentechnik, wie bereits – nach zwei Forteakkorden – das von der 1. Bratsche vorgestellte und im Fugato weitergeführte erste Thema zeigt. In der Coda erfährt die insgesamt ausgelassene Stimmung durch ein Presto im Neunachtel-Takt eine weitere Steigerung.
Der äußerst selbstkritische Brahms bezeichnete in einem Brief an Clara Schumann vom August 1890 sein 1. Streichquintett als „[…] eines meiner hübschesten Stücke […]“.